# 温瑟姆
温瑟姆（荷蘭語：Winsum）是荷兰东北部格罗宁根省的一个旧市镇，成立于1057年，面积为102.53平方公里，2007年人口为14,001。
2019年1月1日，温瑟姆与几个相邻市镇合并为新市镇“海特霍赫兰”。